# 谷津栄寿
谷津栄寿（やつ えいじゅ、1920年 - 2016年12月）は、日本の地形学者。地形学における岩石制約（ロックコントロール）の概念を提唱した。

## 略歴
- 1920年 茨城県水戸市に生まれる。
- 1940年 東京高等師範学校入学。文学と地理学を学ぶが、その後は理系に転向。
- 1945年 東京文理大学卒業。自然地理学、地質学、地球物理学を学び、理学士号を取得。
- 1957年 東京教育大学博士号取得。
- 1954-1966年 中央大学助教授、教授（地球科学・地質工学）
- 1965-1966年 ルイジアナ州立大学客員教授
- 1966-1969年 オタワ大学客員教授
- 1969?-1976?年 ゲルフ大学准教授、教授
- 1976-1980?年 筑波大学地球科学系教授（地形学・岩石力学）
- 1980-1986年 上越教育大学教授（環境科学）

## 人物
河川縦断形と堆積物との関係に関する研究、山地の起伏量に関する研究、風化論に関する研究などに取り組んできた。地形の形成過程において、地形を構成する物質（岩石）の物理的、力学的、化学的性質が重要であるという岩石制約の概念を提唱し、その定量化に基づいて地形形成を論じることの重要性を主張した。この考えは、多くの地形学者に影響を与え、日本では、日本地形学連合設立の一つのきっかけとなった。風化プロセスについて解説した『The Nature of Weathering －An introduction』は日本国内外での風化研究に大きく影響を及ぼし、松岡憲知ほかにより大著と評されている。

## 著書

### 単著
- 『Rock control in Geomorphology』創造社　1966年
- 『The Nature of Weathering －An introduction』創造社　1988年
- 『Fantasia in geomorphology』創造社

### 編著
- 『火打山付近の氷河地形・風化論・その他』 創造社 　1993年　ISBN:9784881560754

### 訳書
- J. トリカル・A.カユ「気候地形学序説」創造社、照田宥子と共訳